# Магрудер, Джон
Джон Бэнкхед Магрудер (англ. John Bankhead Magruder; 1 мая 1807 — 19 февраля 1871) — американский офицер, служивший за свою жизнь в армиях трёх стран.

## Ранние годы
Магрудер родился в Вирджинии, в городе Порт-Рояль, в семье Томаса и Элизабет (Бэнкхед) Магрудер. Он поступил в Вирджинский Университет, а в 1826 году поступил в военную академию Вест-Пойнт, которую окончил 15-м по успеваемости в выпуске 1830 года. Его  определили вторым лейтенантом в 7-й пехотный полк.  Он служил в форте Монро, в Ньюберне, а 11 августа 1831 года был переведен в 1-й артиллерийский полк.
В том же 1831 году Магрудер женился на Эстер фон Капф, но они редко бывали вместе и бывало, даже давно знающие Магрудера люди с удивлением узнавали, что он женат.
31 марта 1836 года получил звание первого лейтенанта.
В 1836 - 1837 годах участвовал в Семинольских войнах во Флориде, а в 1846 году - в войне с Мексикой. Участвовал в сражениях при Пало-Альто и при Ресаке. 18 июня 1846 года получил звание капитана. В 1847 году участвовал в осаде Веракруса, сражениях при Серро-Гордо  (за которое получил временное звание майора), при Контрерас, при Молино-дель-Рей и при Чапультепеке. 13 сентября 1847 года получил временное звание подполковника за Чапультепек.

## Гражданская война
После начала Гражданской войны перешёл на сторону Конфедерации, будучи повышен до генерала и получив под командование сначала бригаду, затем дивизию. Участвовал во многих сражениях, в конце войны командовал войсками КША в Арканзасе, затем в Техасе и Аризоне; капитулировал перед войсками генерала У.Т. Шермана в апреле 1865 года. После поражения Юга некоторое время был представителем штата Алабама в Конгрессе США, а затем служил в качестве генерала в армии Второй Мексиканской империи. Перед смертью вернулся на родину.
Магрудер, получивший от своих боевых товарищей прозвище «принц Джон», более всего известен своими действиями по сдерживанию наступления войск Союза в 1862 году во время Кампании на полуострове: с помощью сложных и хитрых уловок он создал у генерал-майора армии Союза Джорджа Макклелана впечатление, что конфедераты имеют больше сил, чем было на самом деле. Также он известен как руководитель успешной обороны Галвестона, штат Техас, против армии и флота Союза в начале 1863 года.